# Hiorada angolensis
Hiorada angolensis är en stekelart som beskrevs av Heinrich 1968. Hiorada angolensis ingår i släktet Hiorada och familjen brokparasitsteklar. Inga underarter finns listade i Catalogue of Life.